# 10861 Ciske
10861 Ciske este un asteroid din centura principală de asteroizi.

## Descriere
10861 Ciske este un asteroid din centura principală de asteroizi. A fost descoperit pe 22 iunie 1995 la Kitt Peak National Observatory în cadrul proiectului Spacewatch. El prezintă o orbită caracterizată de o semiaxă mare de 2,72 ua, o excentricitate de 0,29 și o înclinație de 9,0° în raport cu ecliptica.